# 莎凡娜·布萊德
莎凡娜·布萊德（英語：Savanna Blade，1999年—）是一名加拿大模特，網絡紅人。

## 履歷
薩凡娜原本是一名體操選手，15歲轉戰模特行業。2017年憑藉手遊廣告的精靈弓箭手形象爆紅，被網友稱作「精靈姊姊」。後就讀於多倫多大學的工程學系。